# روجر ميلر (لاعب كرة قاعدة)
روجر ميلر (بالإنجليزية: Roger Miller)‏ هو لاعب كرة قاعدة أمريكي، ولد في 1 أغسطس 1954 في كونيلسفيل في الولايات المتحدة، وتوفي في 26 أبريل 1993 في Stewart Township, Pennsylvania ‏ في الولايات المتحدة.